# Natzweiler-Prozess

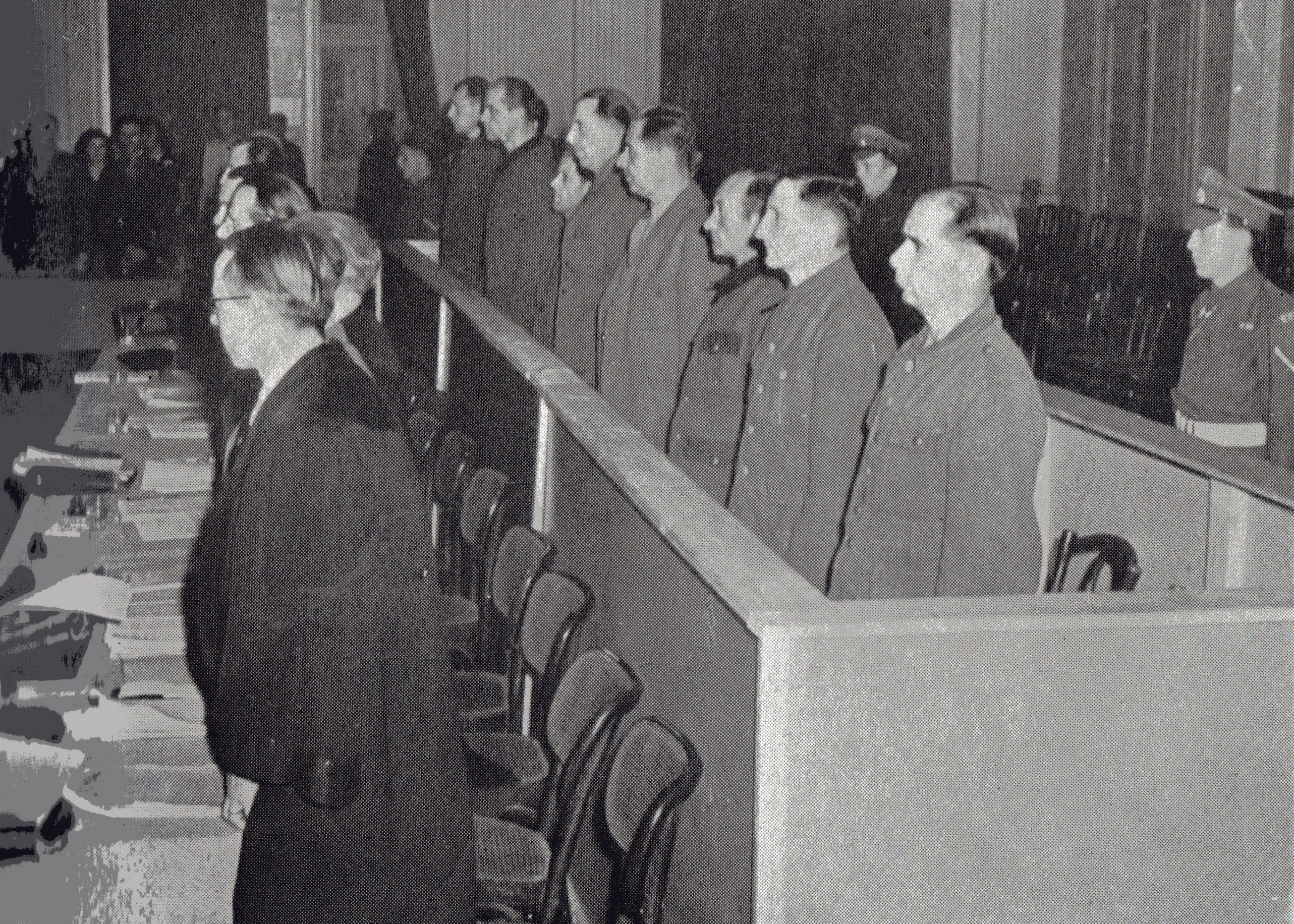
Angeklagte, 1946

Der Natzweiler-Prozess gegen Werner Rohde et al. fand vom 29. Mai bis zum 1. Juni 1946 vor einem britischen Militärgericht in Wuppertal statt. Neun deutsche Angeklagte aus dem KZ Natzweiler-Struthof standen wegen ihrer Beteiligung an der Tötung von vier Funkerinnen des britischen Geheimdienstes Special Operations Executive (SOE) am 6. Juli 1944 vor Gericht, fünf wurden verurteilt. Aus diesem Anlass wurden erstmals im KZ Natzweiler-Struthof begangene Taten verhandelt. (Beim Nürnberger Prozess gegen die Hauptkriegsverbrecher waren zuvor schon vor einem internationalen Militärgerichtshof Zeugenaussagen zu den dortigen Menschenversuchen angehört worden.)

## Verhandeltes Kriegsverbrechen
Infolge von Ermittlungen zum Verbleib von verschollenen SOE-Agenten des Englandspiels durch Vera Atkins vom SOE und das War Crime Investigation Team des Special Air Service wurden am 6. Juli 1944 im Konzentrationslager Natzweiler-Struthof begangene Tötungsdelikte an vier Funkerinnen aufgeklärt, die in Frankreich Kontakte zwischen SOE und Résistance hergestellt hatten. Diese Frauen waren zusammen mit weiteren aus dem Gefängnis Fresnes bei Paris im Mai 1944 als Schutzhäftlinge ins Frauengefängnis Karlsruhe überstellt worden. Auf Nachfrage beim Reichssicherheitshauptamt in Berlin entschied die Gestapo die Hinrichtung von vier dieser Frauen ohne vorherige Gerichtsverhandlung in Natzweiler, einem reinen Männerlager, durchführen zu lassen und informierte die Lagerleitung telegraphisch. Die vier Frauen trafen am 6. Juli 1944 in Natzweiler ein und wurden von den Lagerärzten Heinrich Plaza und Werner Rohde durch als Typhusimpfungen ausgegebene Phenolinjektionen getötet. Die Leichen wurden anschließend im Krematorium des Lagers verbrannt, so dass bis zum Morgen die Spuren beseitigt waren. Bei der Liquidierung waren neben den beiden Ärzten auch der Vertreter des Lagerführers Heinrich Franz Ganninger und der Vertreter des Schutzhaftlagerführers anwesend.
| Bild | Name               | Angehörige der              |
| ---- | ------------------ | --------------------------- |
|      | Andrée Borrel      | First Aid Nursing Yeomanry  |
|      | Diana Rowden       | Women’s Auxiliary Air Force |
|      | Vera Leigh         | First Aid Nursing Yeomanry  |
|      | Sonia Olschanezky* |                             |

*Identität war zum Prozesszeitpunkt unbekannt.

## Prozess
Der Prozess fand in der britischen Besatzungszone vom 29. Mai bis 1. Juni 1946 in den Zoo-Gaststätten im Zoologischen Garten von Wuppertal vor einem britischen Militärgericht nach den Regeln des Royal Warrant statt. Von zeitweise siebzehn vorgesehenen Angeklagten wurde gegen neun verhandelt.
| Bild | Name               | Funktion                            | Urteil                      | Anmerkung |
| ---- | ------------------ | ----------------------------------- | --------------------------- | --- |
|      | Fritz Hartjenstein | Lagerkommandant                     | Lebenslängliche Haft        | Dessen Behauptung, nichts von den Vorgängen gewusst zu haben und am Tag der Tat nicht im Lager gewesen zu sein, war unglaubwürdig. |
|      | Werner Rohde       | Lagerarzt                           | Tod durch Hängen            | Verabreichte mindestens eine Spritze                                                                                               |
|      | Magnus Wochner     | Gestapo Natzweiler                  | 10 Jahre Haft               | Verantwortlicher Gestapomitarbeiter vor Ort                                                                                        |
|      | Franz Berg         | KZ-Häftling (Gewohnheitsverbrecher) | 5 Jahre Haft                | Verbrennung der Leichen |
|      | Emil Bruttel       | Lagersanitäter                      | 4 Jahre Haft                | Bereitstellung der Tötungsutensilien                                                                                               |
|      | Peter Straub       | Lagerpersonal                       | 13 Jahre Haft               | Vorbereitung und Anwesenheit |
|      | Harberg            | Gestapo Karlsruhe                   | Freispruch zu Prozessbeginn | Keine Beweise durch Anklage vorgelegt                                                                                              |
|      | Wolfgang Zeuss     | Schutzhaftlagerführer               | Freispruch                  | Anwesenheit nicht zweifelsfrei geklärt                                                                                             |
|      | Emil Meier         | Chef des Wachpersonals              | Freispruch                  | Anwesenheit nicht zweifelsfrei geklärt                                                                                             |
|      | Kurt aus dem Bruch | Lagerzahnarzt                       | Freispruch                  | Anklage beruhte auf Hörensagen |

Die Angeklagten versuchten bei ihrer Verteidigung, ihre Rolle zu verschleiern und widersprachen sich dabei teilweise. Die Kernfrage, ob ein rechtmäßiges Todesurteil gegen die Frauen vorlag oder die Angeklagten von dessen Existenz ausgehen konnten, stand im Zentrum der Verhandlung. Ein Todesurteil konnte nicht vorgelegt werden und angesichts der klandestinen Umstände der Tötung hielt das Gericht die Verurteilten für des Kriegsverbrechens im Widerspruch zum geltenden Kriegsrecht (Art. 30 Haager Landkriegsordnung von 1907) für schuldig. Die Frauen wurden demnach mit Unrechtsbewusstsein getötet.

## Publizität
Am Ende des Prozesses wurden die anwesenden Journalisten vom Gericht zum Verzicht einer Berichterstattung aufgefordert, dem sie zustimmten. Informationen über das Schicksal der Frauen und des Verdachts, dass mindestens eines der Opfer zum Zeitpunkt der Verbrennung noch am Leben war, gelangten trotzdem an die Presse. London glaubte, dass ein Leck in Deutschland bestünde und befürchtete, dass die Berichterstattung die Richter in einem weiteren Prozess zu Natzweiler, in dem Hartjenstein, Straub und Berg ebenfalls angeklagt waren, beeinflussen könnte. Weitergegeben wurden die Sachverhalte, die im Prozess nicht angesprochen worden waren, durch Yuri Galitzine vom Kriegsministerium, der schon 1944 im befreiten Lager recherchiert hatte.
Der Prozess wurde von David Maxwell Fyfe 1949 als Band 5 The Natzweiler Trial seiner Dokumentationsserie War Crimes Trials herausgegeben.